# Premio Marqués de Bradomín
El Premio Marqués de Bradomín es un certamen literario para jóvenes dramaturgos creado en 1984, en homenaje al personaje de Ramón María del Valle Inclán, inspirado en el general carlista Carlos Calderón. 
Propuesto por Jesús Cracio, como director técnico del Área Teatral del Instituto de la Juventud del Ministerio de Asuntos Sociales del Gobierno de España, luego Ministerio de Igualdad, entidad que lo convoca cada año, fue otorgado por primera vez en 1985 y para autores nacidos o residentes en España menores de treinta años cuyos textos hayan sido escritos en cualquiera de las lenguas del territorio español.

## La generación Bradomín
La llamada ‘generación Bradomín’ agrupó a aquellos autores que recibieron el premio en los años inmediatos a su instauración. Para algunos la denominación no fue acertada por dejar fuera a un gran número de dramaturgas y dramaturgos que, sin haber obtenido esta distinción, sí compartían con los ganadores muchas de sus características formales. Por eso hay quien ha preferido hablar de Generación de los 90, de Segunda Generación de la Democracia o, simplemente, de dramaturgos que inician su producción en los años 90.
Los "Bradomines", que se inician con Sergi Belbel, tenían en común no haber cumplido los cuarenta años en el momento de ser agrupados. Sus obras están influidas por dramaturgos europeos como Samuel Beckett, Heiner Müller, David Mamet o Harold Pinter. Aunque algunos teóricos defienden la homogeneidad del grupo, los propios autores de la Generación Bradomín han subrayado su convicción de no constituir una generación, puesto que su teatro obedece a motivaciones distintas, trata temáticas diversas y se construye a partir de estructuras harto diferentes.

## Lista de autores y libros premiados
- 1985. Ganador: Sergi Belbel (España), Caleidoscopios y faros de hoy. Accésit: Antonio Onetti (España), por Los peligros de la jungla y Daniela Fejerman (Argentina) por Ejercicios de Olvido.
- 1986. Ganador: Alfonso Plou.
- 1987. Ganador: Francisco Sanguino y Rafael González Gosálbez (España) por 013:varios, informe prisión.

- 1989. Ganador: Maxi Rodríguez (España), por El color del agua. Accésit: Margarita Sánchez (España), por Búscame en Hono-Lulú y Juan Mayorga (España) por Siete hombre buenos.
- 1990. Ganador: Pablo Ley Fancelli (España), por Paisaje sin casas. Accésit: Carmen Delgado Salas (España), por Sueña, Lucifer y Rafael González Gosálbez - Francisco Sanguino (España) por Escarabajos.
- 1991. Ganador: Antonio Álamo (España), por La oreja izquierda de Van Gogh. Accésit: Adrián Daumás (España), por La escena del príncipe y Francisco Ortuño (España) por Corre.
- 1992. Ganador: Juan García Larrondo (España), por Mariquita aparece ahogada en una cesta. Accésit: Toni Mescalina (España), por El agujero del Carmen y Borja Ortiz de Gondra (España) por Metropolitano.
- 1993. Ganador: Elio Palencia (España), por Escindida. Accésit: Mario Ruíz Gutiérrez (España), por Las tres heridas y Francisco Sanguino(España) por Mario 1979.
- 1994. No se convocó el premio.
- 1995. Ganador: Borja Ortiz de Gondra (España), por Dedos (Bodevil negro). Accésit: Yolanda Pallín Herrero (España), por La mirada y Rafael González Gosálbez (España) por Bienvenidos a diablo.
- 1996. Ganador: Paco Zarzoso (España), por Umbral. Accésit: Roberto García (España), por Scout y  Rafael González (España) por Lovo.
- 1997. Ganador: Antonio Morcillo López (España), por Los carniceros. Accésit: Eva Hibernia (España), por El arponero herido por el tiempo e Itziar Pascual (España) por Las voces de Penélope.
- 1998. Ganador: Arturo Sánchez Velasco (España), por Martes. 3:00 A.M. Más al sur de Carolina del Sur. Accésit: Rafael Cobos (España), por Probablemente mañana y Xavier Puchades (España) por Desaparecer.
- 1999. Ganador: David Desola Mediavilla (España), por Baldosas. Accésit: Emilio Encabo Lucini (España), por La metralla de los días y Pedro Rivero (España) por La montaña del Rey (Königsberg).
- 2000. Ganador: Gracia María Morales (España), por Quince peldaños. Accésit: Dámaris Matos (España), por Cuaderno de Bitácora y Davíd Martínez (España) por En tres noches Babel.
- 2001. Ganador: Pilar Campos (España), por La Herida en el Costado. Accésit: Marilia Samper (Brasil), por 405 y Jordi gomar (España) por Superhéroes de Barrio (Musical de andar por casa).
- 2002. Ganador: José Luis Busto González (España), por El día de autos. Accésit: Marilia Samper (Brasil), por Menú del día y Juan Alberto Salvatierra (España) por El rey de Algeciras.
- 2003. Ganador: Eric Leyton Arias (Colombia), por Como la lluvia en el lago. Accésit: José Manuel Mora Ortiz (España), por Cancro y Julian Fuentes Reta (España) por El mar.
- 2004. No se convocó el Premio.
- 2005. Ganador: Jordi Casanovas Güell (España), por Andorra. Accésit: Denise Duncan Villalobos (Costa Rica), por Negra y María Rosa Molero Cumplido (España) por Atalaya.
- 2006. Ganador: Antonio Rojano (España), por La decadencia en Varsovia. Accésit: Josep Maria Miró i Coromina (España), por 360º y Emiliano Pablo Pastor Steinmeyer (España) por El jardinero de la N-II.
- 2007. Ganador: Antonio de Paco Domingo (España), por Alguien silbó y despertó a un centenar de pájaros dormidos. Accésit: Marc Angelet Cantos (España), por Call Center y Marta Buchaca (España) por Plastilina de Miss Sunshine.
- 2008. Ganador: Emiliano Pablo Pastor Steinmeyer (España), por Ríanse del hipopótamo. Accésit: José Martínez Ros (España), por En los bosques de la noche y Marc Artigau (España) por Ushuaia.
- 2009. Ganador: Llàtzer García Alonso (España), por Vent a les veles. Accésit: Fernando Epelde García (España), por OM y Miguel Hernández Hernández (España) por Salvando la sal.
- 2010. Ganador: Carlos Contreras Elvira (España), por Verbatim drama. Accésit: María Velasco González (España), por Perros en danza y Aleix Duarri Velasco, por "Jo sóc penteu" .
- 2011. Ganador: Enrique Olmos de Ita por Era el amor como un simio y viceversa. Accésit: Marc Artigau i Queralt por Caixes y Pablo Gisbert Donat por Un cine arde y diez personas arden.
- 2012. Ganador: Marcos Abalde Covelo por Xudite. Accésit: Lucia Carballal Luengo por Mejor historia que la nuestra y Carlos Troya Mories por Cállate y los países.